# Soufian El Hassnaoui
Soufian El Hassnaoui (28 de outubro de 1989) é um futebolista profissional marroquino, que atua como atacante.

## Carreira
Soufian El Hassnaoui fez parte do elenco da Seleção Marroquina de Futebol nas Olimpíadas de 2012.